# Contea di Jinghai
La contea di Jinghai (cinese semplificato: 静海县; cinese tradizionale: 靜海縣; mandarino pinyin: Jìnghǎi Xiàn) è un distretto di Tientsin. Ha una superficie di 1.476 km² e una popolazione di 520.000 abitanti al 2004.